# 胡地亚于孜镇
胡地亚于孜镇，是中华人民共和国新疆维吾尔自治区伊犁哈萨克自治州伊宁县下辖的一个乡镇级行政单位。
2015年7月24日，新疆维吾尔自治区人民政府批复同意撤销胡地亚于孜乡建制，设立胡地亚于孜镇。

## 行政区划
胡地亚于孜镇下辖以下地区：
胡地亚于孜村、下胡地亚于孜村、奥尔曼村、喀尕勒克村、阔坦塔木村、博斯坦村、他郡村、下他郡村和盖买村。